# Gardenia similis
Gardenia similis är en måreväxtart som först beskrevs av William Grant Craib, och fick sitt nu gällande namn av William Grant Craib. Gardenia similis ingår i släktet Gardenia och familjen måreväxter. Inga underarter finns listade i Catalogue of Life.